# Pravice žensk
Pravice žensk so pravice in upravičenja, ki po svetu veljajo za ženske in dekleta. Bile so podlaga za gibanje za pravice žensk v 19. stoletju in feministično gibanje v 20. in 21. stoletju. V nekaterih državah so te pravice institucionalizirane ali podprte z zakonodajo, lokalnimi običaji in vedenjem, v drugih pa so prezrte in jih zatirajo. Od širšega pojmovanja človekovih pravic se razlikujejo zaradi zgodovinske in tradicionalne pristranskosti do uveljavljanja pravic žensk in deklet v korist moških in dečkov.
Med vprašanja, povezana s pravicami žensk, spadajo pravica do telesne integritete in avtonomije, svoboda pred spolnim nasiljem, volilna pravica, pravica do opravljanja javne funkcije, pravica do sklepanja pravnih pogodb, enake pravice v družinskem pravu, pravica do dela, pravica do poštenega plačila in enakega plačila za enako delo, reprodukcijske pravice, pravica do lastnine in pravica do izobraževanja.